# Coronadoa
Coronadoa is een geslacht van weekdieren uit de klasse van de Gastropoda (slakken).

## Soorten
- Coronadoa demisispira Geiger & McLean, 2010
- Coronadoa hasegawai Geiger & Sasaki, 2009
- Coronadoa simonsae Bartsch, 1946